# Zsombor Maronka
Zsombor Maronka (Szeged, Hongria, 10 de setembre de 2002) és un jugador de bàsquet hongarès. Amb 2,08 metres d'estatura juga a la posició d'aler pivot.

## Trajectòria esportiva
Es va formar al planter de l'Szedeák Szeged de la seva ciutat natal, arribant a Badalona l'any 2014 per formar part de la categoria cadet del Club Joventut de Badalona. La temporada 2020-21 passa a jugar amb el Prat de Lliga LEB Plata, conjunt vinculat a la Penya.
Va debutar a la Lliga Endesa amb el primer equip del Club Joventut de Badalona el 22 de novembre de 2020, amb 18 anys, en un partit davant l'Acunsa GBC. La temporada 2022-23 passa a formar part del primer equip de la Penya, i en el mes de gener és cedit al Betis, equip també d'ACB. La temporada següent marxa cedit al BC Neptūnas lituà.

## Internacional
A l'estiu del 2019, va disputar l'Europeu Sub 18 amb la Selecció de bàsquet d'Hongria.